# Równanie różniczkowe cząstkowe
Równanie różniczkowe cząstkowe rzędu {\displaystyle k\geqslant 1} – równanie funkcyjne, które zawiera funkcję niewiadomą {\displaystyle u(x_{1},x_{2},\dots )} zmiennych {\displaystyle x_{1},x_{2},\dots } (co najmniej dwóch) oraz pochodne cząstkowe funkcji niewiadomej {\displaystyle u} względem tych zmiennych rzędu nie większego niż {\displaystyle k.}.
Np. równanie Laplace’a jest równaniem cząstkowym rzędu {\displaystyle k=2} trzech zmiennych {\displaystyle x_{1},x_{2},x_{3},} gdyż zawiera drugie pochodne po tych zmiennych
{\displaystyle {\frac {\partial ^{2}u}{\partial x_{1}^{2}}}+{\frac {\partial ^{2}u}{\partial x_{2}^{2}}}+{\frac {\partial ^{2}u}{\partial x_{3}^{2}}}=0.}
Przykładowymi rozwiązaniami tego równania są funkcje dane wzorami
{\displaystyle u(x_{1},x_{2},x_{3})={\frac {1}{\sqrt {x_{1}^{2}-2x_{1}+x_{2}^{2}+x_{3}^{2}+1}}}}
(w zbiorze {\displaystyle \mathbb {R} ^{3}\setminus \{0\}}) lub
{\displaystyle u(x_{1},x_{2},x_{3})=2x_{1}^{2}-x_{2}^{2}-x_{3}^{2}}
(w całej przestrzeni).

## Historia
Równania różniczkowe cząstkowe pojawiły się w związku z badaniami procesów drgań rozmaitych środowisk, między innymi drgań strun, prętów, membran, jak również w związku z badaniami zagadnień z zakresu akustyki i hydromechaniki.

### Równania hiperboliczne. Zagadnienie początkowe
Pierwsze równanie różniczkowe cząstkowe zostało sformułowane w połowie XVIII wieku przez J. d’Alemberta. Było to równanie typu hiperbolicznego – według dzisiejszej nomenklatury – i powstało w wyniku rozważań nad zagadnieniem struny drgającej. L. Euler (1707–1783) sprecyzował warunki określające jednoznaczność rozwiązania tego równania, tworząc początki teorii równań różniczkowych cząstkowych. Później, kierując się sugestiami natury fizycznej, D. Bernoulli przedstawił rozwiązanie struny drgającej w postaci szeregu trygonometrycznego. Metodę tę rozwinął J. Fourier (1750–1830), tworząc początki teorii szeregów trygonometrycznych.
A.L. Cauchy sformułował zagadnienie początkowe dla równań różniczkowych, zwane dzisiaj zagadnieniem Cauchy’ego.

### Równania eliptyczne. Teoria potencjału Greena
P. Laplace zauważył, że potencjał siły wzajemnego przyciągania dwóch mas spełnia równanie różniczkowe cząstkowe, które dzisiaj nosi nazwę równania Laplace’a. S.D. Poisson rozwinął teorię zjawisk przyciągania grawitacyjnego, w związku z którą wprowadził równanie zwane dziś równaniem Poissona. Tak więc badania z zakresu mechaniki nieba i grawimetrii doprowadziły do powstania klasy równań noszących dziś nazwę równań eliptycznych.
W początkach XIX wieku G. Green stworzył ogólne podstawy teorii potencjału, rozwijając teorię elektryczności i magnetyzmu.

### Równania paraboliczne
Badania zjawiska przewodnictwa cieplnego oraz dyfuzji gazów i cieczy doprowadziły do powstania klasy równań, które nazywa się dzisiaj równaniami parabolicznymi.

### Rozwój teorii równań różniczkowych
Na przełomie XIX i XX wieku nastąpił bujny rozwój badań w zakresie teorii równań różniczkowych cząstkowych. Między innymi istotny wkład wnieśli tacy matematycy jak B. Riemann, H. Poincare, E. Picard, J. Hadamard, E. Goursat, a z polskich matematyków wymienić należy W. Pogorzelskiego oraz M. Krzyżańskiego, autora jednej z pierwszych monografii poświęconych równaniom różniczkowym cząstkowym. Wiek XX przyniósł dalszy bujny rozwój teorii równań różniczkowych cząstkowych, związany z powstaniem i rozwojem nowych działów matematyki, zwłaszcza analizy funkcjonalnej. Jednak nadal znakomita część równań różniczkowych cząstkowych nosi nazwę od zjawisk fizycznych, które pierwotnie opisywały lub uczonych, którzy zajmowali się opisem matematycznym zjawisk fizycznych.

## Ścisła definicja
Równaniem różniczkowym cząstkowym rzędu {\displaystyle k\geqslant 1} nazywa się równanie postaci:
{\displaystyle F\left[x,u(x),Du(x),D^{2}u(x),\dots ,D^{k-1}u(x),D^{k}u(x)\right]=0,}
gdzie:
- {\displaystyle U} – otwarty podzbiór {\displaystyle n}-wymiarowej przestrzeni euklidesowej {\displaystyle \mathbb {R} ^{n},}
- {\displaystyle x=(x_{1},x_{2},\dots ,x_{n})\in U,}
- {\displaystyle F\colon \mathbb {R} ^{n^{k}}\times \mathbb {R} ^{n^{k-1}}\times \ldots \times \mathbb {R} ^{n}\times \mathbb {R} \times U\to \mathbb {R} } – dana funkcja,
- {\displaystyle u\colon U\to \mathbb {R} } – funkcja niewiadoma,
- {\displaystyle D^{l}u(x):=\left\{D^{\alpha }u(x)={\frac {\partial ^{|\alpha |}u(x)}{\partial x_{1}^{\alpha _{1}}\ldots \partial x_{n}^{\alpha _{n}}}}\colon |\alpha |=l\right\}} – zbiór wszystkich możliwych pochodnych cząstkowych rzędu {\displaystyle l\leqslant k,} {\displaystyle \alpha =(\alpha _{1},\alpha _{2},\dots ,\alpha _{n})} to {\displaystyle n}-wymiarowy wielowskaźnik.

## Całki pierwsze układu równań różniczkowych liniowych pierwszego rzędu
Przypomnijmy następującą definicję: Całkami pierwszymi układu równań różniczkowych zwyczajnych
|  |  | {\displaystyle {\frac {dx_{k}}{dx_{1}}}={\frac {X_{k}(x_{1},\dots ,x_{n})}{X_{1}(x_{1},\dots ,x_{n})}}} dla {\displaystyle 2\leqslant k\leqslant n} |  | (1) |

nazywa się funkcje powstałe z całkowania równań w powyższym układzie
{\displaystyle c_{k}=\psi _{k}(x_{1},\dots ,x_{n})} dla {\displaystyle 1\leqslant k\leqslant n-1.}
Jeśli funkcje {\displaystyle X_{1},\dots ,X_{n}} są klasy {\displaystyle C^{1}} w pewnym obszarze {\displaystyle U\subseteq \mathbb {R} ^{n}} oraz {\displaystyle X_{1}\neq 0,} to każde rozwiązanie {\displaystyle u(x_{1},\dots ,x_{n})} równania
{\displaystyle X_{1}(x_{1},\dots ,x_{n}){\frac {\partial u}{\partial x_{1}}}+\ldots +X_{n}(x_{1},\dots ,x_{n}){\frac {\partial u}{\partial x_{n}}}=0}
można zapisać w postaci
{\displaystyle u(x_{1},\dots ,x_{n})=\Phi (\psi _{1},\dots ,\psi _{n-1}),}
gdzie:
- {\displaystyle \psi _{1},\dots ,\psi _{n-1}} – całki pierwsze układu (1),
- {\displaystyle \Psi } – dowolna funkcja klasy {\displaystyle C^{1}} względem {\displaystyle (n-1)}-zmiennych.

## Liniowe równania różniczkowe cząstkowe
W zagadnieniach, gdzie zjawiska zależą od czasu, wprowadza się osobno oznaczenia dla zmiennej czasowej {\displaystyle t(t\geqslant 0)} oraz na zmienne przestrzenne {\displaystyle x=(x_{1},\dots ,x_{n})\in U,} gdzie {\displaystyle U} jest otwartym podzbiorem {\displaystyle \mathbb {R} ^{n}.} Wtedy szukana funkcja zależy od zmiennych przestrzennych i czasu, {\displaystyle u=u(t,x_{1},\dots ,x_{n}).}
1. Liniowe równanie transportu: {\displaystyle u_{t}+\sum _{i=1}^{n}b_{i}u_{x_{i}}=0.}
2. Równanie przewodnictwa cieplnego (lub dyfuzji): {\displaystyle u_{t}-\Delta u=0.}
3. Równanie Schrödingera: {\displaystyle i\,u_{t}+\Delta u=0,} gdzie {\displaystyle i} – jednostka urojona.
4. Równanie falowe: {\displaystyle u_{tt}-\Delta u=0.}
5. Równanie Laplace’a: {\displaystyle \Delta u:=\sum _{i=1}^{n}u_{x_{i}x_{i}}=0} – równanie opisujące zjawiska niezależne od czasu (stacjonarne).

## Nieliniowe równania różniczkowe cząstkowe
1. Nieliniowe równanie Poissona: {\displaystyle \Delta u=-f(u).}
2. Równanie Hamiltona-Jacobiego: {\displaystyle u_{t}+H(Du,x)=0,} gdzie {\displaystyle Du:=D_{x}u=(u_{x_{1}},\dots ,u_{x_{n}})} oznacza gradient funkcji {\displaystyle u} względem zmiennych przestrzennych {\displaystyle x=(x_{1},\dots ,x_{n}).}
3. Skalarne równanie reakcji-dyfuzji: {\displaystyle u_{t}-\Delta u=f(u).}